# Archephia
Archephia là một chi bướm đêm thuộc họ Noctuidae.